# Wings of the Wild
Wings of the Wild — пятый студийный альбом австралийской певицы и автора песен Дельты Гудрем, вышедший 1 июля 2016 года. Лид-синглом с альбома стала песня «Wings», добравшаяся до вершины хит-парада Австралии ARIA Chart.

## Информация об альбоме
23 июня 2016 года Дельта Гудрем объявила о выпуске будущего альбома. Среди тем, содержащихся в песнях нового релиза она обозначила дикость, естественность и свободу.
Первым синглом с альбома стала песня «Wings», вышедшая 24 июля 2015 года. Песня дебютировала на восьмом месте австралийского хит-парада ARIA Singles Chart, спустя неделю после выхода она смогла подняться на первую строку чарта. Вторым синглом с альбома стала песня «Dear Life», изданная 6 мая 2016 года. Далее, перед началом предзаказа альбома, последовал сингл «Enough». Четвёртым синглом стала песня «The River».

## Отзывы критиков
| Оценки критиков       | Оценки критиков |
| Источник              | Оценка          |
| --------------------- | --------------- |
| Renowned for Sound    | [ 5 ]           |
| Herald Sun            | [ 6 ]           |
| auspOp                | [ 7 ]           |
| Sydney Morning Herald | [ 8 ]           |

Альбом получил преимущественно положительные отзывы от музыкальных изданий. В рецензии от Renowned For Sound поощряется мотивационная составляющая альбома, критик отмечает, что в альбоме намеренно не содержится песен о романтической любви, но при этом много мотивационных и вдохновляющих треков, что выделяет Дельту Гудрем на фоне остальных современных исполнителей. Также рецензент полагает, что Wings Of The Wild стал сильнейшей работой Гудрем со времён её дебютного диска Innocent Eyes». В отзыве от Herald Sun говорится, что «Wings of the Wild стал её [Гудрем] самым уверенным и сильным альбомом», и дана положительная оценка «рискам и экспериментам, которых никто не ожидал» 
В отзыве от auspOp говорится, что диск стал «отличным поп-альбомом. От начала и до конца альбом является классическим сборником песен на века», а также наиболее последовательной из работ Гудрем на тот момент. Негативный отзыв был дан изданием Sydney Morning Herald. В частности, указано текст песни «Dear Life», «бессмысленный пафос» песни of «The River», «напыщенность» трека «I’m Not Giving Up» и «причудливо-непонятную кавер-версию» песни «I Believe in a Thing Called Love».

## Список композиций
| №                   | Название                           | Автор(ы)                                                              | Продюсер               | Длительность |
| ------------------- | ---------------------------------- | --------------------------------------------------------------------- | ---------------------- | ------------ |
| 1.                  | «Feline»                           | Delta Goodrem Nathaniel Motte Vince Pizzinga Sean Foreman             | Goodrem Pizzinga Motte | 4:15         |
| 2.                  | «Wings»                            | Goodrem Anthony Egizii David Musumeci                                 | DNA                    | 3:25         |
| 3.                  | «Dear Life»                        | Goodrem Egizii Musumeci                                               | Goodrem DNA            | 3:09         |
| 4.                  | «Just Call»                        | Goodrem Jon Hume Egizii                                               | Goodrem Hume           | 4:01         |
| 5.                  | «In the Name of Love»              | Goodrem Egizii Musumeci                                               | Goodrem DNA            | 3:12         |
| 6.                  | «Enough» (featuring Gizzle)        | Goodrem Glenda "Gizzle" Proby Johnny Powers Pizzinga Ameerah Zac Poor | Powers                 | 4:28         |
| 7.                  | «Heavy»                            | Goodrem Martin Johnson                                                | Johnson                | 4:19         |
| 8.                  | «Only Human»                       | Goodrem Pizzinga Pete Nappi                                           | Goodrem Nappi Pizzinga | 3:27         |
| 9.                  | «The River»                        | Goodrem David Hodges Steven Solomon                                   | Hodges                 | 3:04         |
| 10.                 | «I’m Not Giving Up»                | Goodrem Dave Bassett Solomon                                          | Bassett                | 4:36         |
| 11.                 | «Encore»                           | Goodrem Johnson Sam Hollander                                         | Johnson                | 4:04         |
| 12.                 | «Hold On»                          | Goodrem Egizii Musumeci Pizzinga                                      | Goodrem DNA            | 3:40         |
| 13.                 | «I Believe in a Thing Called Love» | Justin Hawkins Dan Hawkins Ed Graham Frankie Poullain                 | Goodrem Pizzinga       | 3:35         |
| Общая длительность: | Общая длительность:                | Общая длительность:                                                   | Общая длительность:    | 49:15        |

| №   | Название                                     | Длительность |
| --- | -------------------------------------------- | ------------ |
| 1.  | «Born to Try» (music video)                  |              |
| 2.  | «Lost Without You» (music video)             |              |
| 3.  | «Innocent Eyes» (music video)                |              |
| 4.  | «Not Me, Not I» (music video)                |              |
| 5.  | «Predictable» (music video)                  |              |
| 6.  | «Out of the Blue» (music video)              |              |
| 7.  | «Almost Here» (music video)                  |              |
| 8.  | «Mistaken Identity» (music video)            |              |
| 9.  | «Be Strong» (music video)                    |              |
| 10. | «A Little Too Late» (music video)            |              |
| 11. | «In This Life» (music video)                 |              |
| 12. | «Believe Again» (music video)                |              |
| 13. | «You Will Only Break My Heart» (music video) |              |
| 14. | «I Can’t Break It to My Heart» (music video) |              |
| 15. | «Sitting on Top of the World» (music video)  |              |
| 16. | «Wish You Were Here» (music video)           |              |
| 17. | «Dancing with a Broken Heart» (music video)  |              |
| 18. | «Wings» (music video)                        |              |
| 19. | «Dear Life» (music video)                    |              |
| 20. | «Enough» (music video)                       |              |
| 21. | «The River» (music video)                    |              |

## Позиции в чартах
| Чарт (2016)                       | Наивысшая позиция |
| --------------------------------- | ----------------- |
| Австралия (ARIA)                  | 1                 |
| Новая Зеландия (RMNZ)             | 8                 |
| Шотландия (Scottish Albums Chart) | 97                |
| Великобритания (UK Albums)        | 129               |
| UK Album Downloads (OCC)          | 28                |
| UK Album Sales (OCC)              | 94                |

| Чарт (2016)              | Позиция |
| ------------------------ | ------- |
| Australian Albums (ARIA) | 26      |

## Сертификации
| Регион | Сертификация | Продажи |
| --- | ------------ | ------- |
| Австралия (ARIA) | Золотой      | 35 000^ |
| * Данные о продажах приведены только на основе сертификации. ^ Данные о тиражах приведены только на основе сертификации. |              |         |

## Хронология издания
| Дата            | Формат                  | Лейбл                | Издание      | Каталог     | Ссылка |
| --------------- | ----------------------- | -------------------- | ------------ | ----------- | ------ |
| 1 июля 2016     | CD цифровая дистрибуция | Sony Music Australia | Standard     | 88985352572 | [ 17 ] |
| 28 октября 2016 | CD + DVD                | Sony Music Australia | Tour Edition | 88985386952 | [ 18 ] |